# 정주영 (조선귀족)
정주영(鄭周永, 1860년 12월 23일 ~ 1923년 3월 21일)은 대한제국의 관료이자 일제강점기에 남작 작위를 습작한 조선귀족이다.

## 생애
한성부 출신으로 대한제국 시기에 농상공부 대신, 시종원경을 역임한 정낙용의 장남으로 태어났다. 1886년 전라우도 수군절도사를 시작으로 관직에 들어섰으며, 그 뒤 경상좌도 병마절도사와 중추원 의관, 1901년 양지아문 부총재관을 지냈으며, 1905년 2월에는 의정부 찬정이 되었고, 같은 해 경상북도 관찰사와 경기도 관찰사로 부임하였으며, 1906년에는 궁내부 특진관을 지냈다.
1910년 한일합병이 이뤄지고 한국이 일제의 식민지로 전락한 뒤 일제는 조선귀족을 설치하고, 부친인 정낙용에게 남작의 작위를 서작하였다. 그 뒤 정낙용이 1914년 사망하자 그 해 3월에 <조선귀족령>에 의거하여 정주영이 남작의 작위를 습작하였다. 습작과 동시에 일본정부로부터 종5위의 서위되었으며, 1920년에는 정5위에 승위되었다. 1915년에는 다이쇼 천황의 즉위 대례를 기념하기 위해 제정된 대례기념장을 받기도 하였다.

## 사후 작위 세습
1923년 정주영이 사망하자 그의 작위는 장남 정두화에게 세습되었다.

## 평가
2002년 민족정기를 세우는 국회의원모임이 발표한 친일파 708인 명단과 2008년 민족문제연구소에서 친일인명사전에 수록하기 위해 정리한 친일인명사전 수록예정자 명단 중 조선귀족 부문에 모두 선정되었다. 또한 2009년 친일반민족행위진상규명위원회가 발표한 친일반민족행위 705인 명단에도 포함되었다.

## 같이 보기
- 조선귀족
- 정낙용
- 정두화